# Ферраньи, Кьяра
Кьяра Ферраньи (итал. Chiara Ferragni; род. 7 мая 1987 года) — итальянский модный блогер, модель и дизайнер одежды. Сотрудничает с модными и косметическими брендами через свой блог «The Blonde Salad». В сентябре 2017 года Ферраньи заняла первое место в списке Forbes «Top Fashion Influencers».

## Биография
Ферраньи завела свой блог в октябре 2009 года. В марте 2011 года Нью-Йорк представил её как одну «из самых стильных блогеров». В декабре 2011 года Ферраньи была представлена как «самый популярный модный блогер» в Teen Vogue, будучи студенткой юридического факультета Университета Боккони. Она так и не окончила его. К тому времени блог Ферраньи достиг более миллиона посетителей и 12 миллионов просмотров в месяц. К 2013 году она завоевала различные награды, в том числе «Блогер года». В декабре 2013 года Кьяра опубликовала электронную книгу на итальянском языке под названием «The Blonde Salad».
В ноябре 2013 года Ферраньи позировала для Guess в рамках рекламной кампании. В декабре 2013 года она сотрудничала со Стивом Мэдденом, чтобы разработать коллекцию из 9 туфель для весны 2014 года.
Ферраньи была ведущей итальянской премии TRL Awards. В августе 2014 года она появилась в 13-м сезоне американского шоу «Проект Подиум» в качестве приглашённого судьи.
В 2014 году её коллекция обуви «Chiara Ferragni» собрала около 8 миллионов долларов. В январе 2015 года блог Ферраньи и обувная линия «Chiara Ferragni Collection» стали тематическим исследованием Гарвардской школы бизнеса. В марте 2015 года Ферраньи была выбрана для обложки журнала Vogue España для апрельского номера, что сделало её первым модным блогером, появившимся на обложке Vogue. С тех пор она побывала на обложках более чем 50 модных журналов.
В январе 2016 года компания Pantene объявила Ферраньи своим новым послом. Компания Mattel в сентябре 2016 года создала Барби-версию Кьяры Ферраньи. Одна была одета в белую футболку, черную кожаную куртку, джинсы и туфли, другая — в образе Шанель.
По состоянию на 31 июля 2017 года у Ферраньи было 10 миллионов подписчиков в Instagram. Благодаря широкому кругу подписчиков она смогла заработать около 12 000 долларов на спонсируемом посте в Instagram/ По состоянию на 28 сентября 2022 года число подписчиков достигло 27,9 миллиона.
В 2017 году Ферраньи была приглашена для разработки костюмов для Intimissimi. 26 июля 2017 года она открыла свой первый магазин в Милане.
В мае 2018 года Footwear News назвала Ферраньи одной из «самых влиятельных мам в индустрии моды».
7 сентября 2014 года Кьяра получила премию «Bloglovin' Award» в третий год подряд за свой блог. Он был назван лучшим модным блогом.
С 2013 года Ферраньи входит в список 500 самых влиятельных людей в мире моды.
В 2015 году Ферраньи вошла в список Forbes 30 Under 30 в категории «Искусство и стиль».
В декабре 2024 года она пожертвовала 200 000 евро жертвам насилия против женщин.

## Семья
В конце 2016 года Кьяра начала встречаться с итальянским рэпером и продюсером Федерико Лючия, известным как Fedez. Они обручились 6 мая 2017 года на его концерте в Вероне. Концерт и предложение транслировались в прямом эфире на итальянском радио и телеканале RTL 102.5. 1 сентября 2018 года состоялась их свадьба в Ното, Сицилия.
19 марта 2018 года у пары родился сын Леоне, 23 марта 2021 года дочь Виттория.
В период пандемии COVID-19 в Италии Кьяра и Федес собрали 3 миллиона евро в течение 24 часов для больницы Сан-Раффаэле в Милане.
В декабре 2021 года на платформе Amazon Prime вышло реалити-шоу The Ferragnez о жизни Ферраньи и её семьи. В проекте приняли участие её муж, рэпер Fedez, её сёстры Валентина и Франческа, а также другие родные и близкие Ферраньи.
Они живут на два дома в Милане и Лос-Анджелесе.